# Dermatophyllum
Genre
Synonymes
- Agastianis Raf.
- Broussonetia Ortega
- Calia Terán Berland.
- Sophora sect. Arizoniatae Tsoong
- Sophora sect. Agastianis (Raf.) Tsoong
- Sophora sect. Calia (Terán & Berland.) Rudd

Dermatophyllum est un genre de plantes à fleurs de la famille des Fabaceae, de la sous-famille des Faboideae et du clade des Meso-Papilionoideae qui comprend la majorité des légumineuses papilionoïdes. Ce sont des arbustes originaires d'Amérique du Nord. Le genre n'est pas attribué à une tribu particulière au sein du clade des Meso-Papilionoideae.

## Liste des espèces
- Dermatophyllum arizonicum (S.Watson) Vincent
- Dermatophyllum gypsophilum (B.L. Turner & A.M. Powell) Vincent
- Dermatophyllum juanhintonianum (B.L. Turner) B.L. Turner
- Dermatophyllum purpusii (Brandegee) Vincent
- Dermatophyllum secundiflorum (Ortega) Gandhi & Reveal